# Taperinha rugosa
Taperinha rugosa är en insektsart som beskrevs av Keti Maria Rocha Zanol 1988. Taperinha rugosa ingår i släktet Taperinha och familjen dvärgstritar. Inga underarter finns listade i Catalogue of Life.